# 雷蒙德·埃文斯
雷蒙德·埃文斯（英語：Raymond Evans，1939年9月28日—1974年11月7日），澳大利亚男子曲棍球运动员。他曾代表澳大利亚国家队参加1960年、1964年和1968年夏季奥林匹克运动会曲棍球比赛，获得一枚银牌和一枚铜牌。